# بنوآ فور
بنوآ فور (فرانسوی: Benoît Faure‎; ۱۱ ژانویهٔ ۱۸۹۹ – ۱۶ ژوئن ۱۹۸۰) دوچرخه‌سوار اهل فرانسه بود.